# Quan hệ xã hội của người Hoa
Quan hệ xã hội của người Hoa được đặc trưng bởi một mạng lưới xã hội tương hỗ, có qua có lại. Thường thì các trách nhiệm xã hội bên trong mạng lưới này được định rõ trong phạm vi gia tộc. Cá nhân liên kết với mạng lưới xã hội thì được gọi là quan hệ (关系/關係 guanxi), còn tình cảm bên trong sự liên kết đó thì được gọi là cảm tình (感情 ganqing). Một khái niệm quan trọng bên trong các quan hệ xã hội của người Hoa đó là khái niệm thể diện (体面/體面 timian), giống như ở nhiều nền văn hóa châu Á khác. Còn một khái niệm nữa liên quan đến Phật giáo đó là duyên phận (缘分/緣分 yuanfen).
Được khớp nối trong các tác phẩm xã hội học của học giả hàng đầu Trung Quốc là Phí Hiếu Thông có đề cập rằng, người Trung Hoa—đối lập với các xã hội khác—có xu hướng nhìn nhận các mối quan hệ trong xã hội ở khía cạnh mạng lưới hơn là đóng kín. Do đó mà mọi người được nhìn nhận là "gần gũi" hoặc "xa lạ" hơn là "nội bộ" hoặc "ngoại đạo".